# Фаик Шатку
 Тази статия е за политика.  За духовника вижте Вилдан Фаик Дибра.  
Фаик Шатку, известен като Дибра (на албански: Faik Shatku, Dibra), е албански политик.

## Биография
Роден е в 1889 година в западномакедонския българо-албански град Дебър в семейството на Мурад Ибрахим Шатку, местен търговец и финансист. Брат му Изет Дибра е прозогистки политик. Начално образование получава в Дебър. Преди Балканските войни в 1912 година семейството му се мести в Истанбул. Учи във френски търговски колеж в Солун. Завръща се в Цариград и завършва право в Юридическия факултет на Истанбулския университет, където защитава и докторат. Работи в офиса на обществения защитник.
В началото на 1924 г. се установява в Тирана. На 14 май 1924 г. е назначен за член на първоинстанционния съд в Елбасан, а по-късно в Корча. На 11 февруари 1925 година става прокурор в първоинстанционния съд в Тирана. Работи като съдия, прокурор и главен прокурор в Тирана. На 23 март 1925 г. е назначен за генерален секретар на министъра на правосъдието, който офис заема до 1929 година. През същата година назначен за член на Държавния съвет. Главен прокурор е на военния съд до 1936 година, когато се кандидатира за депутат.
На парламентарните избори в 1936 година е избран за депутат от област Елбасан, заедно с други дебрани като Абдурахман Дибра, Фикири Руси, Хафиз Джемали, Яшар Еребара и брат му Изет Шатку. На 9 ноември 1936 г. е назначен за министър на образованието и остава на поста до 1938 година. Шатку дава изключителен принос в развитието на националното образование. Наема служители, обучени в западни страни и реформира системата за преподаване чрез класифициране на училищата. Отдава значение на премахването на неграмотността и женското образование. В 1937 година организира пренасянето на тленните останки на Наим Фрашъри в Албания.
На 6 януари 1938 година с промените в правителството на Кочо Кота, Шатку става министър на правосъдието и заема поста до 7 април 1939 година. През този период той започва промени в декриминализирането на определени престъпления, премахването на някои остарели закони и промяна на гражданското и наказателно-процесуалното законодателство.
След италианското нахлуване в Албания на 7 април 1939 г. Шатку заминава с крал Зог в изгнание в Турция. През март 1940 г. се завръща, но е безпричинно арестуван и затворен в Италия. Освободен е през май 1941 година и се връща в Албания. Назначен е за председател на одитния комитет към Министерството на финансите. Умира на 15 април 1946 г. в Тирана.